# Torre Argentina (Bosa)
La torre Argentina è una torre costiera posta sul promontorio di Punta Argentina, nel comune di Bosa.
Risalente all'epoca della dominazione spagnola della Sardegna, la fortificazione fu fatta costruire tra il 1580 e il 1584, nell'ambito del progetto di fortificazione delle coste sarde contro le incursioni corsare e piratesche del XVI secolo.

## Posizione
La fortificazione si erge a 33 m s.l.m. su un promontorio calcareo, denominato Punta Argentina, a picco sul mare, lungo la costa a nord di Bosa, da cui dista circa 5 km e a cui appartiene amministrativamente. Mira a ponente e gode di un collegamento visivo diretto con la Torre di Bosa e di Columbargia, collegamento che, nei progetti del capitano Camós, avrebbe dovuto proseguire a nord con la costruzione – mai avvenuta – di un'ulteriore torre sopra Capo Marargiu, interrompendosi altrimenti, per la sua altezza, la continuità semaforica della catena di torri. Il collegamento visivo, infatti, permetteva una veloce comunicazione dei pericoli attraverso l'emissione di segnali luminosi (fuochi), oltre che sonori (trombe).

## Descrizione
La torre, costruita con conci di tufo e di trachite con tecnica edilizia irregolare, è di forna cilindrica a base troncoconica; si presenta cioè suddivisa in due sezioni: quella inferiore scarpata e quella superiore appiombata. Il diametro alla base è di dieci metri e mezzo, mentre il cilindro misura nove metri. È alta dieci metri e mezzo. Il boccaporto d'ingresso è posto alla quota di 3 m dal suolo ed era accessibile mediante una scala volante, per esigenze di difesa. All'interno si trova un unico ambiente a pianta circolare, coperto da una cupola con volta a fungo, retta da un pilastro centrale cilindrico.
La sala è dotata di caminetto. Con una scala interna allo spessore murario si accede alla terrazza di vedetta, nella quale era posto un cannone.
La torre non contiene nessuna cisterna perché edificata nei pressi di rivi di acqua dolce. È presente un rivellino di fabbrica successiva (1628).

## Storia

### Contesto storico generale
Lungo  il litorale della Sardegna occidentale furono edificate dalla Corona di Spagna una serie di torri costiere per la difesa del territorio dalle invasioni saracene, con particolare intensificazione dopo la cacciata dei moriscos dalla Spagna nel 1502 e all'indomani della battaglia di Lepanto (1571). Da questo fervore edilizio non rimase esclusa la costa della Planargia, da capo Marrargiu alla marina di Tresnuraghes, tanto che nel giro di pochi chilometri furono erette, per lo più con tufi trachitici locali, numerose torri. Alla fine del XVI secolo, se ne contavano cinque: la torre di Foghe, di Ischia Ruggia, di Columbargia e – nel territorio di Bosa – la Torre del Porto e di Punta Argentina.
Prima che queste torri fossero costruite, a guardia della foce vi erano due piccole torrette medievali. Una – ancora integra – si trova presso Cabideddo (tra Sa Sea e la strada per Alghero) e l'altra nel Conducto, nei pressi di Monte Furru. Entrambe furono però abbandonate, a partire dal 1594 e su richiesta del sindaco Giuliano Ursena, poiché dispendiose e non più occorrenti dopo la costruzione delle nuove torri.

### Storia della Torre Argentina

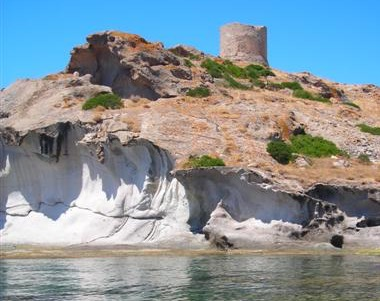
La torre vista dal mare

Nel 1572, il capitano di Iglesias, Marco Antonio Camós elaborò, previo sopralluogo delle coste sarde, un progetto di loro fortificazione, su ordine della Corona spagnola. Essendo già operante la Torre del Porto di Bosa, ma non potendosi, con essa solo, difendere la costa bosana, che era particolarmente frastagliata e molto frequentata da mercanti e corallari, fu progettata l'edificazione di una seconda torre sopra Punta Argentina (la ventunesima del piano di fattibilità. La costruzione avvenne probabilmente tra il 1580 e il 1584.
Se la Torre di Bosa fu adibita alla difesa pesante, la nuova torre fu invece una torrezilla, cioè una torre di vedetta ordinaria, nel caso di specie affidata a due uomini e un comandante. Agli eventuali rinforzi fu assegnata la cavalleria della torre del porto.
L'area di competenza della Torre Argentina comprendeva le baie attualmente note come Cala 'e Moros (in italiano cala dei (pirati) turco-barbareschi), Cala Rapina (cioè cala del “saccheggio”), Cumpoltitu, Cala Gonesa e Cala Fenuggiu L'eccessiva ampiezza e altezza della costa, con calette di difficile sorveglianza, nonché l'abbondanza di foraggio nei dintorni, suggerirono la dotazione di uomini a cavallo per il pattugliamento delle singole calette. In tal modo, il sistema di perlustrazione montana già operante nella zona per  la difesa dei corallieri, fu inglobato nel nuovo programma di difesa.
Nel 1628 un impresario, affittuario di una tonnara nei pressi, vi fece costruire un rivellino e dei magazzini.
La Torre Argentina fu dismessa, così come tutte le altre torri costiere, nella metà del XIX secolo, quando – con Regio decreto-legge – si cessò di considerarla come luogo fortificato del Regno d'Italia.

## Armamento
Le torri facevano capo a una Reale Amministrazione, un organo governativo con il compito di sovrintendere al loro funzionamento. La Torre Argentina, in quanto torre semplice, dipendeva dall'alcaide di Bosa, comandante della guarnigione.
La struttura era in grado di ospitare due fucilieri, un alcalde e un cannone del calibro di tre e mezzo (dotati di 35 palle di cannone), due cugni di mira e diversi altri armamenti. Nel 1778 fu dotata di ulteriori armamenti.

## Stato di conservazione attuale, uso e tutela
La torre gode di un discreto stato di conservazione ed è sottoposta ai vincoli previsti dal codice dei beni culturali e del paesaggio, emanato con il decreto legislativo del 22 gennaio 2004, n. 42, ai sensi dell'articolo 10 della legge 6 luglio 2002, n. 137, relativo alla delega per il riassetto e la codificazione in materia di beni culturali e ambientali, spettacolo, sport, proprietà letteraria e diritto d'autore.